# Вишель
Вишель (пол. Wyszel) — село в Польщі, у гміні Ольшево-Борки Остроленцького повіту Мазовецького воєводства.
Населення — 116 осіб (2011).
У 1975-1998 роках село належало до Остроленцького воєводства.

## Демографія
Демографічна структура станом на 31 березня 2011 року:
|          | Загалом | Допрацездатний вік | Працездатний вік | Постпрацездатний вік |
| -------- | ------- | ------------------ | ---------------- | -------------------- |
| Чоловіки | 58      | 16                 | 36               | 6                    |
| Жінки    | 58      | 9                  | 33               | 16                   |
| Разом    | 116     | 25                 | 69               | 22                   |